# Violettes impériales (film, 1952)
Pour plus de détails, voir Fiche technique et Distribution.
Violettes impériales est une opérette filmée franco-espagnole, réalisée par Richard Pottier, sortie dans les salles françaises en 1952. L'opérette a été jouée auparavant au théâtre Mogador, avec dans les deux rôles principaux Marcel Merkes et Paulette Merval.

## Synopsis
Vers 1850, alors que la belle Eugénie de Montijo passe dans le quartier gitan du Sacromonte à Grenade avec sa mère, elle fait la connaissance de Violetta, belle danseuse et vendeuse de violettes qui vit dans ce quartier. Violetta lui prédit, en lisant les lignes de la main d'Eugénie, une véritable couronne.  
Juan de Ayala est un jeune noble volage, cousin d’Eugénie, qui tombe sous le charme de Violetta alors qu’il la voit danser dans une taverne. Cette dernière tombe amoureuse de Juan mais se refuse à lui.
Influencée par les paroles de Violetta, Eugénie décide de faire un voyage en France avec sa mère et comme chaperon Juan. Tous se retrouvent à Paris, attendant du nouvel empereur Napoléon III une invitation au premier bal impérial, invitation qui finit par arriver. 
Cependant les malles des deux femmes ont été égarées lors du voyage. Eugénie n’a pas de robe pour se rendre à l’invitation qui a lieu le lendemain dimanche. Juan décide alors de faire faire une robe magnifique par des couturières de Paris en repos dominical, réunies dans une guinguette de la Marne pour fêter le dix-huitième anniversaire de l’une d’elles. Ainsi, Eugénie se retrouve au bal avec la plus belle robe de la soirée. Elle rencontre l’Empereur Napoléon III, qui tombe amoureux d’elle mais aussi Mme de Pierrefeu qui appartient à un groupe de conspirateurs.
Eugénie devient impératrice et fait venir Violetta auprès d’elle comme dame de compagnie. C’est là que Juan et Violetta se retrouvent mais leurs relations sont assez tendues, Juan souhaitant une aventure alors que Violetta espère le grand amour. 
Mme de Pierrefeu qui déteste Eugénie décide de la compromettre lors d’une partie de chasse, mais son piège se retourne contre elle. Désavouée par l’Empereur, elle décide avec ses complices de tuer Eugénie. Violetta surprend la conspiration et n’arrivant pas à empêcher Eugénie d’aller à une inauguration, prend sa place dans la calèche. Violetta est blessée grièvement lors de l’explosion de la bombe placée sur la route qui devait la conduire sur le lieu de l’inauguration, et Juan, touché par ce geste, tombe enfin amoureux d'elle.
Violetta, guérie, décide cependant de retourner à Grenade. Juan l’y rejoint. Les deux jeunes gens finissent par se marier.

## Remarques
(octobre 2024).
- Si vous ne connaissez pas le sujet, laissez ce bandeau (vous pouvez alors contacter les auteurs).
- Si vous supprimez le contenu mis en cause (vous pouvez préalablement contacter les auteurs),

argumentez précisément cette suppression dans la page de discussion
(un manque de référence n'est pas un argument ; une recherche réelle de référence doit avoir été effectuée, être formellement documentée).
La référence à la dynastie Bonaparte est complexe. Si la chanson Il n'y a plus de Pyrénées fait bien allusion au couple de Napoléon III et d'Eugénie, le refrain de Si tu voyais son visage ne peut renvoyer qu'à Napoléon Ier. « Maman, si tu la voyais » ne peut pas être rapporté à la mère du neveu, Hortense de Beauharnais, morte seize ans avant le mariage de son fils alors qu'il n'était pas empereur. En revanche, il sied parfaitement à la « maman » de l'oncle, Letizia, et aux rapports étroits qu'entretenaient l'Empereur et sa mère.

## Fiche technique
- Réalisation : Richard Pottier, assisté de Gérard Ducaux-Rupp et Jean Valère
- Scénario : Henri Roussell, Marc-Gilbert Sauvajon
- Adaptation : Jesús María de Arozamena
- Décors : Leon Barrasq
- Costumes : Marcel Escoffier
- Photographie : Cesar Fraile, Christian Matras
- Son : Antoine Petitjean et Fernand Janisse
- Montage : Christian Gaudin, Gaby Penalba
- Musique : Francis Lopez
- Distributeur : CCFC
- Société de Production : Les films modernes, Producciones Benito Perojo et Productions Émile Natan
- Direction de la production : Cesareo Gonzales, Emile Natan
- Pays de production :  France,  Espagne
- Réalisé en Gevacolor dont les couleurs ont viré, le film n'existe plus à ce jour qu'en noir et blanc (on trouve en Blu-ray la version espagnole en couleurs)
- Format : 35 mm - ratio : 1,37:1
- Genre : Film musical et comédie dramatique
- Durée : 108 minutes
- Dates de sortie : 
  - France : 12 décembre 1952
  - Belgique : 23 janvier 1953
- Affiche : Jean Mascii (France)

## Distribution
- Luis Mariano : Juan de Ayala
- Carmen Sevilla : Violetta
- Simone Valère : Eugénie de Montijo
- Louis Arbessier : Napoléon III
- Marie Sabouret : Mme de Pierrefeu
- Colette Régis : Mme de Montijo
- Micheline Francey : Clotilde
- Maria Riquelme : Anaïs

## Airs célèbres
- L'amour est un bouquet de violettes[1]